# Distrito de Ama (Aichi)
El distrito de Ama (海部郡 Ama-gun?) es un distrito localizado en la prefectura de Aichi, Japón. En octubre de 2019 tenía una población estimada de 74.009 habitantes y una densidad de población de 1.846 personas por km². Su área total es de 40,1 km².

## Localidades
- Kanie
- Ōharu
- Tobishima